# Arbre à loques

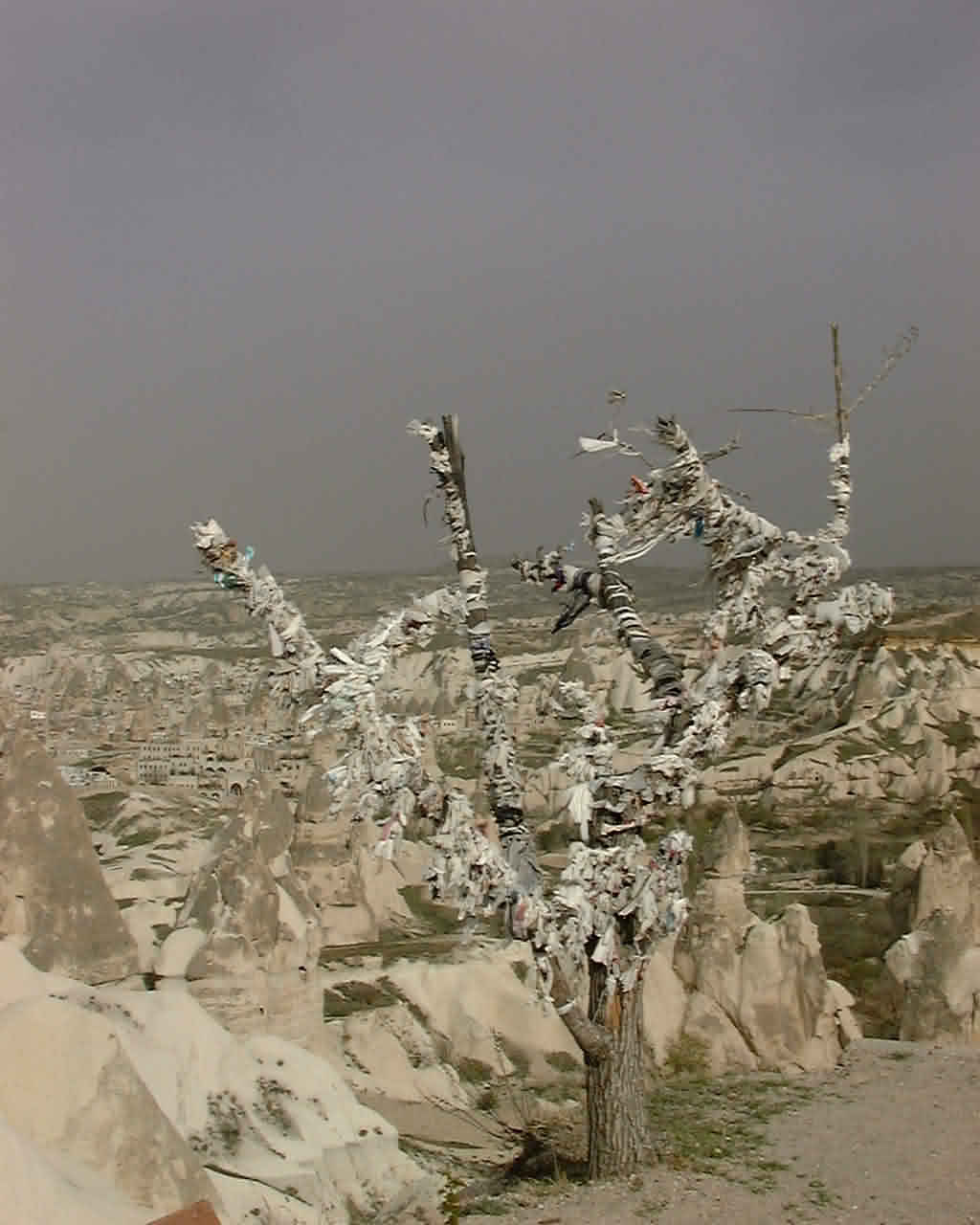
Un arbre à loques en Cappadoce (Turquie) en 2005.

Un arbre à loques (ou arbre aux loques, ou arbre à chiffons, ou arbres fétiches) est un arbre sur lequel ont été fixés des morceaux de vêtements, en général pour obtenir la guérison d'une maladie. Similaire à celle de l'arbre à clous, cette pratique est votive.
L'origine de cette pratique, une forme de dendrolâtrie, remonte aux cultes païens.
En Belgique, dans le nord de la France, en Irlande, en Grèce et dans de nombreuses autres régions du monde, il est courant de trouver des arbres ornés de linges ou de morceaux de tissu. Ces éléments, parfois de couleurs vives, rappellent des pratiques similaires observées, par exemple, en Mongolie. La coutume d'orner des arbres de cette façon est aussi très répandue en Afrique et en Asie.
La pratique de clouer à l'arbre des morceaux de tissu repose sur la croyance selon laquelle la maladie est ainsi transférée à l'arbre et que la souffrance s'enfonce dans l'arbre au lieu de s'incruster dans le corps du malade. Une autre pratique consistant à nouer le tissu autour du tronc suppose quant à elle que l'arbre joue un rôle d'intercesseur auprès du dieu lieur pour obtenir que le corps noué par la maladie en soit délivré,.

## Belgique
En Wallonie, deux interprétations de cette pratique son évoquées. Il pourrait s'agir d'ex-voto déposés par les pèlerins placé de façon préventive au moment de la demande d’aide,. Une autre hypothèse rapproche les arbres à loques des arbres clous : Ce rituel consiste également à soulager les souffrances en fixant au tronc d’un arbre un morceau de tissu ou un vêtement ayant appartenu à la personne malade et ayant été en contact avec la plaie comme les arbres à clous en Wallonie. Ainsi, ces troncs sont souvent décorés de divers objets, allant d’un morceau de vêtement à une paire de lunettes, d’une poupée à un pansement.

### Province de Hainaut
- L'Arbre au Puits de Stambruges

À Stambruges, dans l'entité de Beloeil, se trouve un robinier faux-acacia servant de support à des linges. Bien que la source qu'il ombrageait ait disparu, le nom du site, « Arcompuch’ » ou « Erconpuch’ » (signifiant littéralement « Arconpuits »), témoigne de l’existence ancienne de cette source.
La chapelle associée au site, ainsi que la dévotion locale, datent du XVIIIe siècle, mais la renommée de l’arbre, un robinier, a perduré. Aujourd'hui encore, il est désigné sous le nom d’« Arbre au Puits ». Ce lieu attire des visiteurs qui y déposent divers objets, aux traditionnels chapelets, scapulaires et vêtements accrochés au tronc se sont ajoutés, dans des pratiques plus contemporaines, des pansements, mouchoirs, plâtres, emballages de médicaments et parfois même des vignettes de mutuelle.
- Le chêne Saint-Antoine

Dans le Tournaisis, à la frontière entre Herchies et Erbaut situé rue des Chats, se trouve un chêne orné de loques et de clous. Cet arbre a été planté pour remplacer un ancien chêne vénéré, dont les restes cloutés reposent encore à proximité de son emplacement d’origine(appelé localement el quêne à claus). Les objets suspendus au chêne de Herchies sont très variés : mouchoirs propres, vêtements et sacs en bon état, tuyaux, flacons de Baxter encore remplis de liquide, photos d’identité, photos de mariage, etc. Certains sont anciens tandis que d'autres, neufs, viennent tout juste d’être accrochés.

### Province du Luxembourg
- Le Frêne de la Source Saint-Thibaut

Situé sur la colline de Montaigu, surplombant le village de Marcourt, le frêne de la source Saint-Thibaut est un exemple d’arbre à loques. Autrefois majestueux, il se dressait fièrement au début du XXe siècle. Aujourd’hui, il ne subsiste qu’un fragment de son tronc, lentement décomposé dans l’herbe humide.
Malgré sa dégradation, la tradition perdure : les pèlerins continuent à déposer sur le site de petites croix confectionnées à partir de brindilles nouées en leur centre, perpétuant ainsi un rituel ancien.

## France

### Picardie

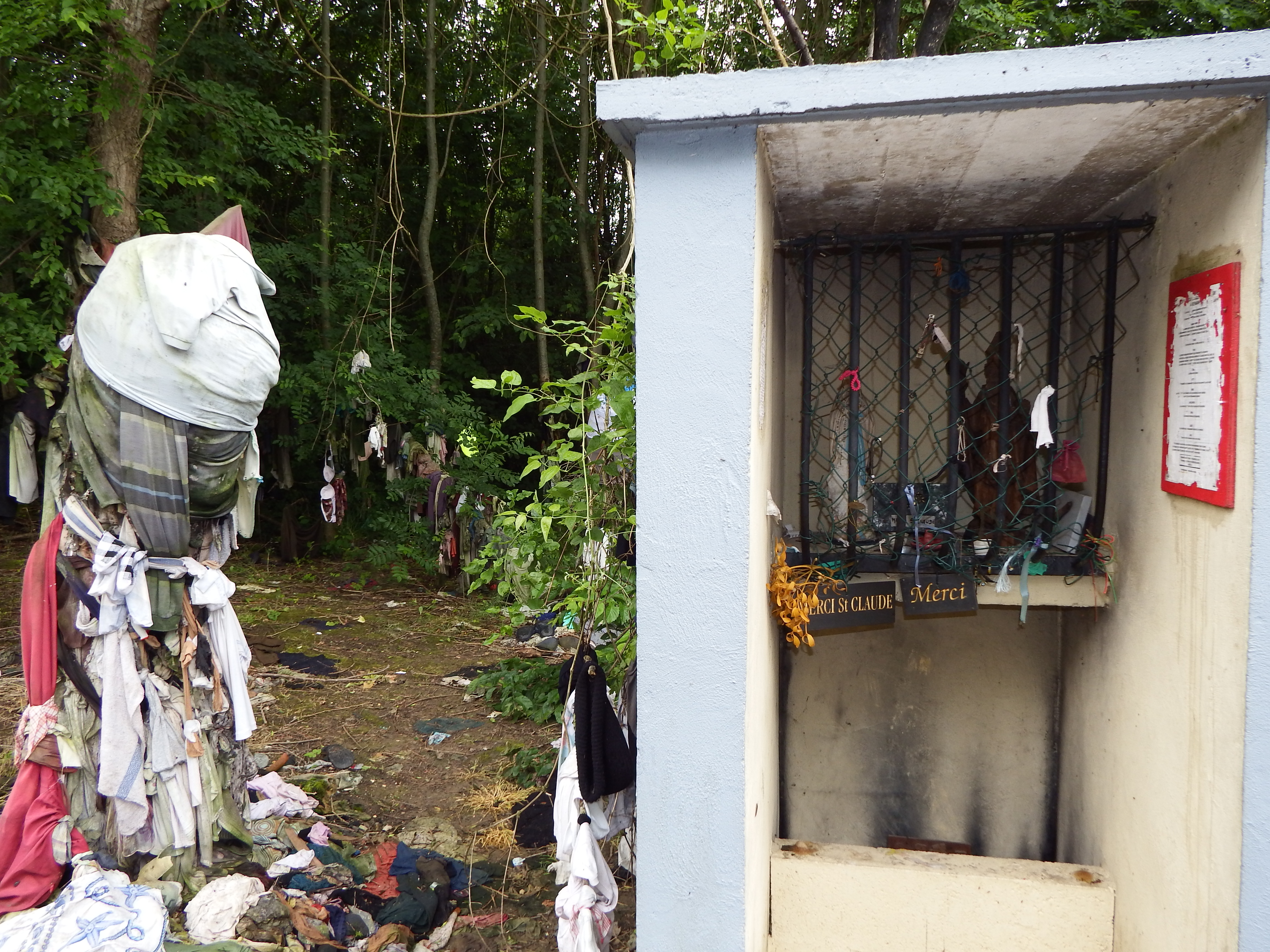
Arbre à loques de saint Claude à Senarpont (Somme, Picardie).

À Senarpont, l'arbre à loques est associé à saint Claude. Les gens prient ce saint et déposent un vêtement ayant été en contact avec une partie malade pour espérer une guérison. La croyance remonte à 1499 quand une épidémie de peste s'est arrêtée à cet endroit alors que le village voisin de Neuville-Coppegueule était décimé par la maladie. Jean d'Evrard de Lanan, conseiller et chambellan du roi Louis XII, fait alors construire une chapelle pour abriter la statue du saint. La chapelle a été détruite par les guerres mais un petit oratoire subsiste. Les souches des ormes centenaires sont encore utilisées pour le dépôt de vêtements.

### Nord-Pas-de-Calais
À Bailleul, le « tilleul des malades », au lieudit de Ziekelinde, est aussi un arbre à loques.
À Outtersteene, dans le Nord, hameau près de Bailleul.
À Hasnon, dans le Nord près de Saint-Amand-les-Eaux, se trouve un arbre à loques qui se trouvait dans la forêt de Raismes et a été déplacé en 1980 lors la construction de l'A23. En 2020, lors de la pandémie de Covid des masques sont accrochés à ses branches.

### Bretagne
À Questembert, dans le Morbihan, se trouve le chêne du Hulo (avec une petite statue de la vierge). Encore aujourd'hui, certains viennent y accrocher des vêtements d'enfants,.

### Normandie
Situé dans le Calvados, le village de Pré d’Auge est réputé pour son chêne emblématique et sa fontaine Saint-Méen.

## Écosse
Près de Munlochy, en Écosse, se trouve le site de Clootie, un lieu de pèlerinage où des morceaux de tissu trempés dans l’eau du puits sacré sont accrochés à une branche d’arbre. Ce rite repose sur l’une des règles fondamentales de la magie, celle de l’analogie, selon laquelle la maladie disparaît progressivement à mesure que le tissu se désintègre.